# Chassey-lès-Scey
Chassey-lès-Scey è un comune francese di 105 abitanti situato nel dipartimento dell'Alta Saona nella regione della Borgogna-Franca Contea.

## Società

### Evoluzione demografica
Abitanti censiti